# Granopothyne
Granopothyne es un género de escarabajos de la familia Cerambycidae, que contiene las siguientes especies:
- Granopothyne granifrons Breuning, 1959
- Granopothyne palawana Vives, 2009